# جيمس جي. مورغان
جيمس جي. مورغان (بالإنجليزية: James G. Morgan)‏ هو سياسي أمريكي، ولد في 15 نوفمبر 1885 في مقاطعة دافيز في الولايات المتحدة، وتوفي في 1964. حزبياً، نشط في الحزب الجمهوري. وقد انتخب عضو مجلس ولاية ميزوري.